# Francisco de Paula Pereira Duarte
Francisco de Paula Pereira Duarte (Mariana, 17 de agosto de 1784 — Rio de Janeiro, 15 de junho de 1855) foi magistrado brasileiro.

## Biografia
Era filho do sargento-mor Manuel Pereira Duarte e Joana Jacinta de Freitas, fez curso de Direito na Universidade de Coimbra, na qual recebeu o grau de bacharel em 26 de outubro de 1809. De volta ao Brasil, foi nomeado pelo príncipe-regente D. João, em decreto de 13 de maio de 1811, para o cargo de ouvidor da comarca do Rio Negro.
Passou então a ouvidor e depois desembargador da Relação do Maranhão, sendo-lhe concedido o prazo de dois anos para nele mostrar-se corrente do lugar de ouvidor da comarca do Rio Negro, conforme se verifica do dec. de 17 de dezembro de 1813. Em alvará de 14 de maio de 1818, foi nomeado provedor da Fazenda dos Defuntos e Ausentes, Resíduos e Capelas da comarca de São Luís do Maranhão. Foi nomeado, em dec. de 24 de junho de 1820, desembargador da Relação da Bahia; em carta régia de 11 de outubro do mesmo ano, foi determinado que ele tivesse o exercício deste lugar na Relação do Maranhão.
Em dec. de 12 de outubro de 1824, foi nomeado desembargador da Casa da Suplicação. Na Relação do Maranhão, onde servia, foi nomeado chanceler, em dec. de 9 de setembro de 1828, e presidente, em dec. de 14 de dezembro de 1833. Antes fora nomeado desembargador de Agravos da Casa da Suplicação por dec. 24 de setembro de 1832. Em cartas imperiais de 1 de junho de 1839 e 12 de janeiro de 1842, foi nomeado, respectivamente, juiz conservador da Nação Britânica na província do Maranhão e segundo vice-presidente da mesma província.
Tornou-se ministro do Supremo Tribunal de Justiça, em dec. de 7 de novembro de 1842, na vaga ocorrida com a aposentadoria de João de Medeiros Gomes, tomando posse a 28 de abril de 1843, e presidente do referido tribunal, em dec. de 17 de outubro de 1849.
Foi agraciado pelo governo imperial com o título do Conselho, em carta de 25 de outubro de 1828, com a comenda da Imperial Ordem de Cristo, em dec. de 18 de outubro de 1829, e com o foro de Fidalgo Cavaleiro, em 18 de julho de 1841.
Faleceu na cidade do Rio de Janeiro, às vésperas de seu natalício de 71 anos, sendo sepultado no Cemitério da Ordem de São Francisco de Paula, em Catumbi. Sua vaga na corte suprema brasileira foi preenchida por Manuel dos Santos Martins Valasques.

### Casamento e descendência
Em 15 de agosto de  1818, casou-se com Carlota Joaquina Leitão Bandeira (1803 - 1868), filha de Manuel Antônio Leitão Bandeira, ex-ouvidor do Maranhão, e de Maria Joaquina Vieira Belfort, neta de Lancelot "Lourenço" Belfort, nobre irlandês que imigrara para o Maranhão, patriarca de família notável. Dessa união nasceram estes filhos:
- Viriato Bandeira Duarte, deputado, magistrado e ministro do Supremo Tribunal de Justiça;
- Augusta Carlota Bandeira Duarte (30 de agosto de 1820 - 30 de novembro de 1883), que se casou com Antônio Raimundo Teixeira Vieira Belfort, barão de Gurupi e visconde de Belfort.[2]